# Ферр'єрит
Ферр'єрит, фер'єрит (рос. феррьерит; англ. ferrierite; нім. Ferrierit m) — мінерал, водний алюмосилікат натрію, калію та магнію каркасної будови з групи цеолітів.
Названо за прізвищем канадського мінералога В. Ферр'є (W.H.Ferrier), R.P.D.Graham, 1918.

## Опис
Хімічна формула:
- 1. За Є. К. Лазаренком: (Na, K)Mg[Al3Si15O36]х9H2O.
- 2. За «Fleischer's Glossary» (2004): (Na, K)2Mg(Si, Al)18O36(OH) •9H2O.

Склад у % (з оз. Камлупс, Канада): Na2O — 4,65; MgO — 2,99; Al2O3 — 11,47; SiO2 — 67,42; H2O — 13,48.
Сингонія ромбічна. Форми виділення: у вигляді сферолітів, видовжених пластинчастих кристалів, радіально-променистих аґреґатів, друз. Спайність досконала по (010). Густина 2,14. Тв. 3,0-3,75. Безбарвний до білого. Зустрічається в пустотах і тріщинах магматичних порід, зокрема олівінового базальту. Супутні мінерали: халцедон, кліноптилоліт, моденіт.

## Розповсюдження
Відомий на північному узбережжі озера Камлупс-Лейк (Канада, провінція Британська Колумбія), в районі Нісі-Айдзу та Вага-Омоно (Японія) та інших.

## Різновиди
Розрізняють:
- ферр'єрит кальціїстий (різновид ферр'єриту зі Сх. Родоп, який містить 3,15 % CaO).